# 成田郁久美
成田 郁久美（なりた いくみ、1976年1月1日 - ）は、日本の元女子バレーボール選手。旧姓大懸（おおがけ）。

## 来歴
北海道旭川市出身。三人姉妹の次女として生まれる。小学校4年生から旭川神居ジュニアでバレーボールを始め、6年生の時第7回ライオンカップ（全日本小学生大会）で全国制覇を果たす。旭川市立神居中学校から旭川実業高校に進み、1年生から活躍。2年生では高校総体で準優勝の原動力となった。
1994年、NECレッドロケッツに入団。レフトのポジションで攻守両面で活躍。1996年アトランタオリンピックに最年少メンバー（20歳）として参加し全試合に出場した。1997年、黒鷲旗大会で優勝、MVPを獲得。1998年5月、国際バレーボール連盟より1997年度世界ベスト6、アジアバレーボール連盟より、アジアベストプレーヤーに選出された。世界選手権、ワールドカップでは全日本のエースとして攻守にわたり大活躍した。
1999-2000年第6回Vリーグでは、NECレッドロケッツの主将としてチームを牽引し、21戦全勝の完全優勝に導いた。その後も全日本代表の中心選手として活躍したが、2000年シドニーオリンピックの出場権を逃した事に加え、自身も故障が多かった事から、2001年、25歳で現役引退した。
引退後は、ミカサ札幌支社で会社員として勤務するかたわら、地元北海道を中心に特別コーチなどを行っていた。2003年に結婚。同年秋、久光製薬スプリングスに入団して現役復帰。2004年アテネオリンピック世界最終予選から全日本代表に復帰。レシーブ力を買われリベロに抜擢され、本大会出場に大きく貢献した。
久光製薬ではライトとして活躍し、第12回Vリーグで準優勝し、自身もレシーブ賞を獲得した。2006-07シーズンにプレミアリーグ、日韓トップマッチ、第56回黒鷲旗大会で3冠を果たした。2007年6月末日を以て、久光製薬スプリングスを退団。同年9月、NECレッドロケッツに復帰しリベロとして活躍。2009年6月同部を退団し、同年9月パイオニアレッドウィングスに移籍した。2009-10Vプレミアリーグから再びスパイカーとして起用され、同シーズンで9年ぶりにサーブレシーブ賞を受賞した。
2000-01シーズンに記録したサーブレシーブ成功率87.4%は2016年現在も破られていない記録である。2011年6月、現役引退。
2020年12月23日、札幌市を本拠地とする女子バレーボールチームのアルテミス北海道の監督へ就任することが発表された。
2023年、アルテミスはV.LEAGUE DIVISION3 WOMEN（V3女子）でVリーグ入りを果たした。
2023-24シーズンでアルテミスを準優勝に導いた。しかし、2024年3月12日、同シーズン終了をもってアルテミスを退団すると発表された。
2024年6月、信州ブリリアントアリーズのコーチ就任が発表された。
2025年4月、原秀治の後任としての監督就任が発表された。

## 人物
- 2児の母親[10]。
- 夫は大学までバレーボール選手。現在は北広島市で焼き鳥屋を経営している[10]。

## 所属チーム

### 選手
- 旭川神居ジュニア（神居小）
- 神居中
- 旭川実業高等学校
- NECレッドロケッツ（1994-2001年）
- 久光製薬スプリングス（2003-2007年）
- NECレッドロケッツ（2007-2009年）
- パイオニアレッドウィングス（2009-2011年）

### 指導者
- アルテミス北海道 監督（2020-2024年）
- 信州ブリリアントアリーズ
  - コーチ（2024-2025年）
  - 監督（2025年-）

## 球歴
- 全日本代表 - 1996-2000年、2004年
- 全日本代表としての主な国際大会出場歴
  - オリンピック - 1996年、2004年
  - 世界選手権 - 1998年
  - ワールドカップ - 1999年

## 受賞歴
- 1996年 - 第45回黒鷲旗全日本選手権 敢闘賞、ベスト6
- 1997年 - 第46回黒鷲旗全日本選手権 黒鷲賞、ベスト6
- 1997年 - 第3回Vリーグ ベスト6、サーブレシーブ賞
- 1997年 - FIVBベスト6、アジアベストプレイヤー
- 1998年 - 第4回Vリーグ ベスト6、サーブレシーブ賞、敢闘賞
- 1999年 - 第48回黒鷲旗全日本選手権 敢闘賞、ベスト6
- 1999年 - 第5回Vリーグ ベスト6
- 2000年 - 第6回Vリーグ ベスト6、殊勲賞
- 2001年 - 第7回Vリーグ ベスト6、サーブレシーブ賞
- 2006年 - 第12回Vリーグ レシーブ賞
- 2007年 - 2006/07プレミアリーグ レシーブ賞、Vリーグ日本記録賞（サーブレシーブ）
- 2010年 - 2009/10プレミアリーグ サーブレシーブ賞